# 奈爾斯特設鎮區 (密歇根州)
奈爾斯特設鎮區（英語：Niles Charter Township）是位於美國密歇根州貝林縣的一個特設鎮區。

## 地方資料
奈爾斯特設鎮區的面積為99.40平方千米，當中陸地面積為96.60平方千米，而水域面積為2.80平方千米。根據2020年美國人口普查的數據，當地共有人口14164人，而人口密度為每平方千米142.49人。